# Memorial Roberto Silveira
Memorial Roberto Silveira, também chamado Centro de Memória Roberto Silveira é uma das construções do Caminho Niemeyer, complexo cultural municipal de Niterói, Rio de Janeiro.  Inaugurada em 2003, foi a segunda obra pronta do Caminho Niemeyer.
Fica localizado no trecho do Caminho Niemeyer do Centro da cidade, no Aterro da Praia Grande,  próximo ao Terminal Rodoviário João Goulart, do Teatro Popular de Niterói e da Fundação Oscar Niemeyer.O prédio abriga importante acervo histórico e iconográfico de Niterói, começando com mais de 200 mil títulos digitalizados contendo dados da cidade de Niterói, do Estado do Rio de Janeiro e da vida do ex-governador Roberto Silveira. 
Contém ainda terminais de computadores para consultas eletrônicas, espaço para exposições, central de informação e impressão de dados pesquisados, auditório e painel do artista plástico Cláudio Valério Teixeira retratando a história de governador Roberto Silveira.

## Centro de Memória da História e da Literatura Fluminense
Nas dependências do Memorial Roberto Silveira abriga-se o Centro de Memória da História e da Literatura Fluminense, inaugurado em 15 de maio de 2013, aos cuidados da Secretaria Municipal de Educação, Ciência e Tecnologia de Niterói.

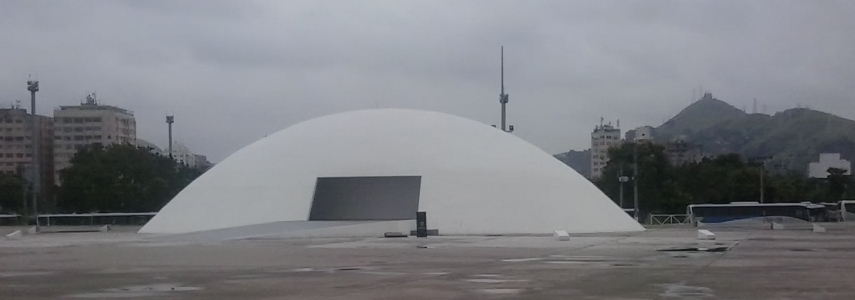
Memorial Roberto Silveira ou Centro de Memória Roberto Silveira - entrada

O Centro abriga a primeira biblioteca virtual da cidade, dedicada exclusivamente a autores fluminenses. Constituí-se como espaço para preservar, para organizar e para restituir essa memória. A memória fluminense passa a ter um lugar para ser resgatada e valorizada como parte da cultura do Estado do Rio de Janeiro e do Brasil. Este espaço servirá para as universidades, para estudantes, para toda a  cidade. O Centro de Memória também será referência para eventos literários, como lançamentos de livros, oficinas, cursos e colóquios. 
O Centro de Memória reúne o rico acervo da literatura fluminense, formada por vários escritores que agora têm oportunidade de divulgar e resgatar tudo o que foi produzido no Estado do Rio do Janeiro. O espaço dispõe de 15 computadores para consulta, com 680 títulos de domínio público e também disponibilizados por editoras de Niterói que publicam textos da literatura fluminense.
No local foi inaugurado o Auditório Luis Antônio Pimentel, uma homenagem ao jornalista e escritor niteroiense, no qual serão realizados encontros, palestras e seminários ligados à literatura e à poesia.